# Русская рапсодия
Русская рапсодия (англ. Russian Rhapsody) — одна из серий из мультсериала Merrie Melodies студии Warner Brothers, вышедшая 20 мая 1944 года в США и представляющая собой острую сатиру, главным героем которой является Адольф Гитлер. До выхода на экран серия называлась Gremlins from the Kremlin («Гремлины из Кремля»). Музыкальная тема построена на джазовых вариациях клишированно-«русских» мелодий: «Эй, ухнем» и романса «Очи черные».
В 1989 году мультфильм был включён в мульт-альманах о Второй мировой войне Bugs & Daffy: The Wartime Cartoons.

## Сюжет
Фашистские бомбардировщики, направленные на Москву, не могут достичь своей цели, и тогда Гитлер, взбесившись и наорав идиотскую речь, полетел лично бомбить Москву. Но уже над территорией Советского Союза на самолёт пробрались гремлины из Кремля и начали распиливать и развинчивать самолёт прямо в полёте. Когда Гитлер их заметил, он стал гоняться за ними с ножом, но упал в обморок от показанной ему маски Сталина. Затем гремлины выкидывают Гитлера из самолёта, который в конце концов на него падает, образуя могилку. Когда Гитлер пытается из этой могилы выбраться, произнося нечто вроде «Я самый большой псих в мире» (при этом в его образе просматривается карикатурный облик правителя императорской Японии императора Хирохито), главный гремлин бьёт его молотом по голове.